# Miroslav Kozák
Miroslav Kozák (* 13. prosince 1952) je bývalý český a československý politik Komunistické strany Československa, poslanec Sněmovny lidu Federálního shromáždění za normalizace. Po roce 1989 komunální politik za KSČM.

## Biografie
K roku 1976 se profesně uvádí jako elektromontér. Ve volbách roku 1976 zasedl do Sněmovny lidu (volební obvod č. 60 - Liberec-sever, Severočeský kraj). Ve Federálním shromáždění setrval do konce funkčního období, tedy do voleb roku 1981.
K roku 2011 se uvádí bytem Nové Město pod Smrkem. Politicky se angažuje i po sametové revoluci. V komunálních volbách roku 1998, komunálních volbách roku 2002, komunálních volbách roku 2006 a komunálních volbách roku 2010 kandidoval za KSČM do zastupitelstva obce Nové Město pod Smrkem, přičemž se uvádí v jednotlivých volebních listinách profesně jako dělník, topič, zástupce starosty a mistr ČOV.